# Pashchim Champaran
Der Distrikt Pashchim Champaran (Hindi पश्चिमी चम्पारण जिला, Urdu مغربی چمپارن ضلع), oder West Champaran, ist ein Distrikt im indischen Bundesstaat Bihar. Sitz der Verwaltung ist die Stadt Bettiah.

## Geographie und Klima

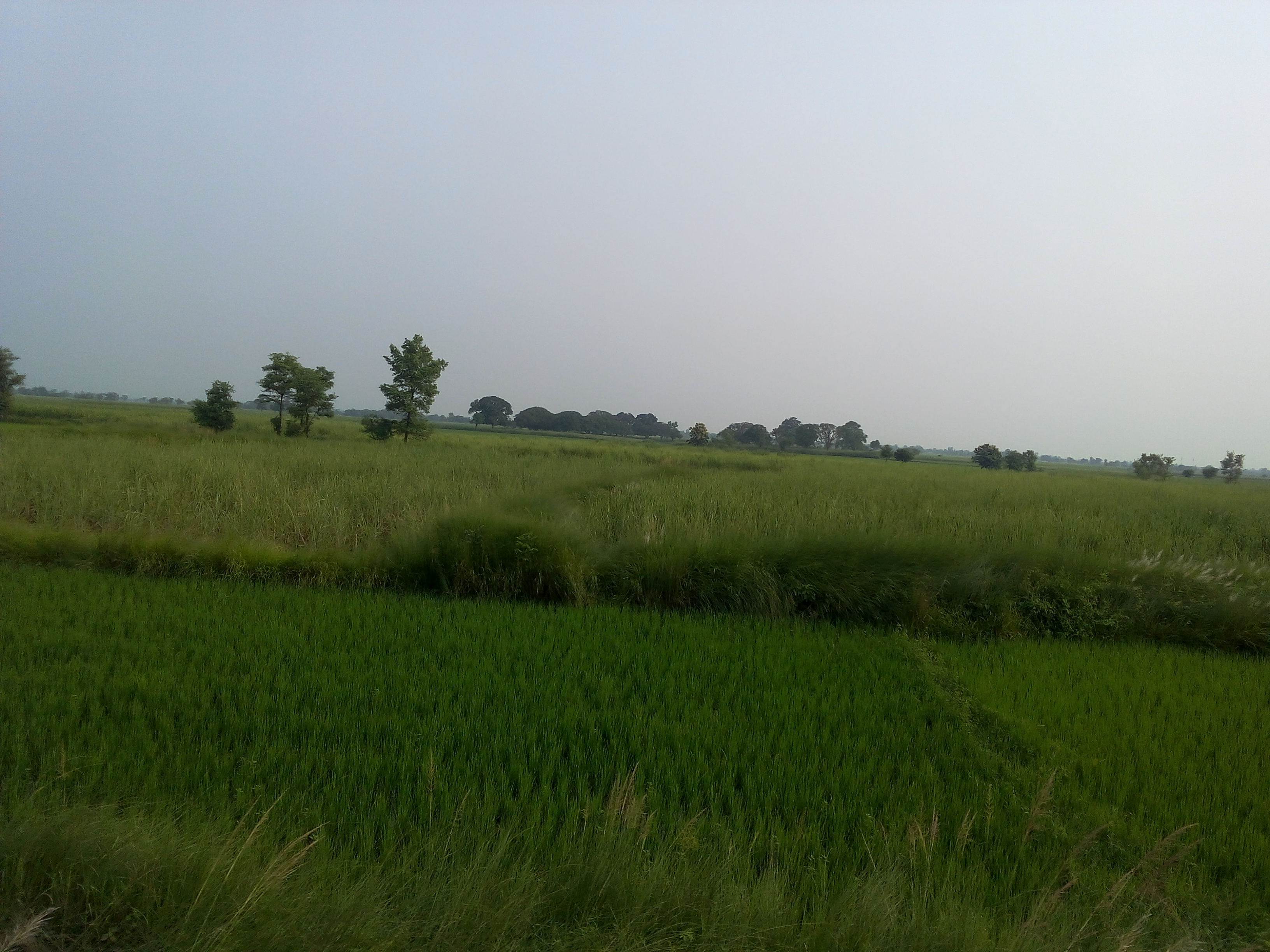
Landwirtschaft im Distrikt Pashchim Champaran

Pashchim Champaran liegt im äußersten Nordwesten Bihars an der Grenze zu Nepal. Mit einer Fläche von 5228 km² war der Distrikt bei der Volkszählung 2011 der flächenmäßig größte unter den damals 38 Distrikten Bihars, lag aber in Bezug auf die Bevölkerungszahl nur an neunter Stelle. Die angrenzenden Distrikte sind Purba Champaran (East Champaran) im Osten, Samastipur im Süden, sowie Kushinagar und Maharajganj im Westen (letztere beide in Uttar Pradesh). Entlang der gesamten Westgrenze fließt der Fluss Gandak, der abschnittsweise die Grenze zu Uttar Pradesh bildet. Die Höhe über dem Meeresspiegel liegt zwischen 70 und 111 Metern. Das Vorland des Himalaya gehört zur Terai-Region. Das Klima ist durch große Temperaturunterschiede von minimal 4 bis 5 °C im Dezember/Januar und maximal 44 °C im Mai gekennzeichnet. Ein Großteil des Jahresniederschlags von durchschnittlich 1472 mm fällt in der Zeit des Südwestmonsuns zwischen Mitte Juni und Ende September.

## Geschichte

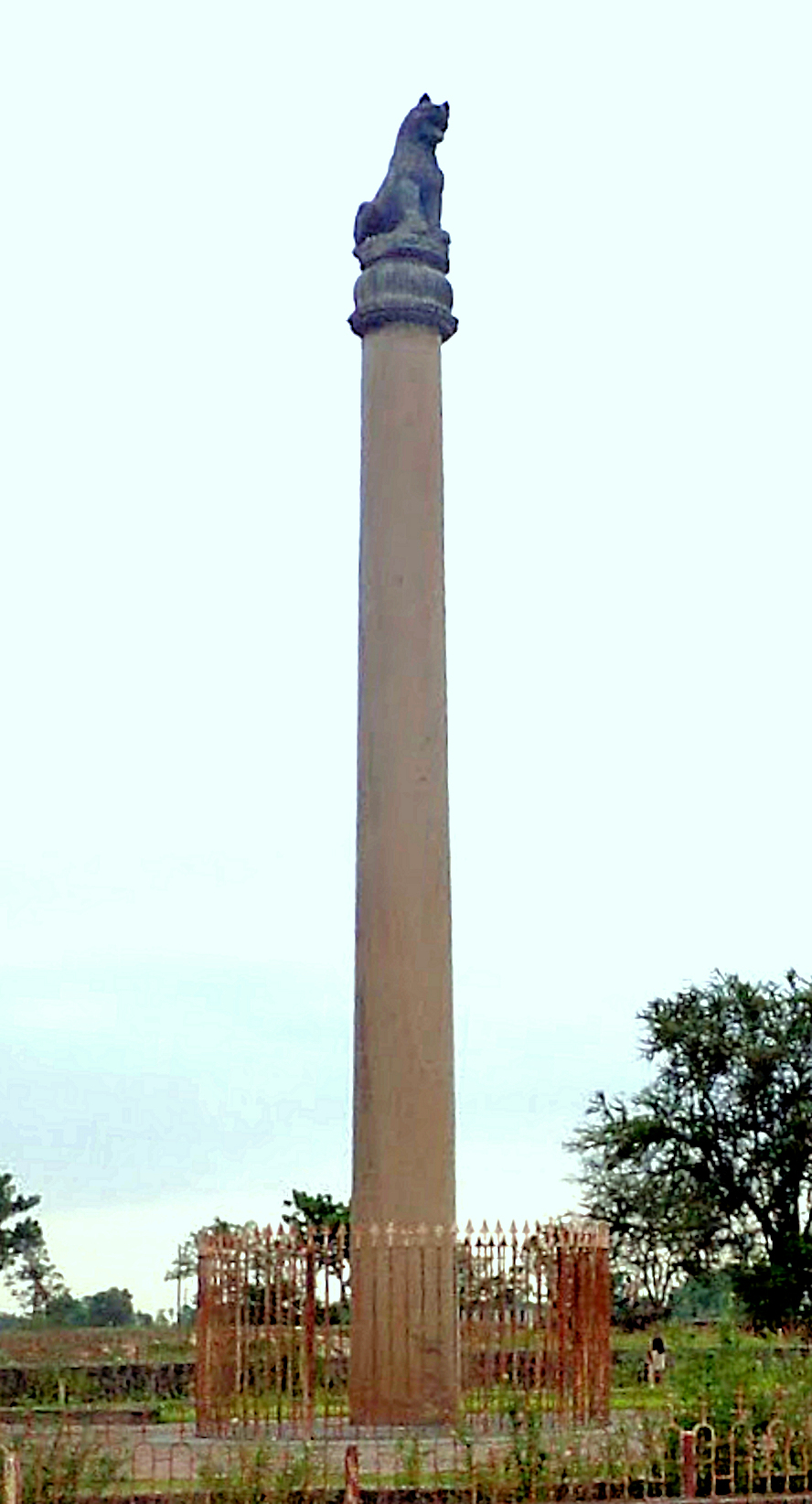
2200 Jahre alte Löwen-Säule Ashokas bei Lauriya Nandangarh

Pashchim Champaran entstand durch Zweiteilung des Distrikts Champaran in einen östlichen (Purba) und einen westlichen (Pashchim) Distrikt am 1. Dezember 1971. Der Distrikt Champaran war wiederum aus Teilen des Distrikts Saran 1866 zur Zeit Britisch-Indiens hervorgegangen.

## Bevölkerung
Die Einwohnerzahl lag bei der Volkszählung 2011 bei 3.935.042. Zwischen 2001 und 2011 lag das Bevölkerungswachstum bei 21,64 %. Pashchim Champaran wies ein Geschlechterverhältnis von 909 Frauen pro 1000 Männer und damit einen deutlichen Männerüberschuss. Die Alphabetisierungsrate betrug 55,70 %, was einer Steigerung um knapp 17 Prozentpunkte gegenüber dem Jahr 2001 entsprach. Die Alphabetisierung lag damit unter dem nationalen Durchschnitt (74,04 %) und unter dem von Bihar (61,80 %). 77,4 % der Bevölkerung waren Hindus und 22,0 % Muslime. Im Distrikt ist die Sprache Bhojpuri verbreitet.
10 % der Bevölkerung lebten 2011 in Städten. Die größten Städte waren Bettiah mit 132.209 Einwohnern und Bagaha mit 112.634 Einwohnern.

## Wirtschaft
In Bezug auf die Wirtschaftsleistung gehört der Distrikt zu den ärmeren Distrikten Bihars. Mit einem Pro-Kopf-Bruttoinlandsprodukt (BIP) von 9971 ₹ lag Paschim Champaran 2010–11 auf Platz 27 der 38 Distrikte Bihars. Das mittlere Pro-Kopf-BIP in Bihar lag nach dieser Erhebung bei 14.574 ₹. Dominierender Wirtschaftszweig ist die Landwirtschaft. Es werden drei Ernteperioden unterschieden: 1. Bhadai (Herbsternte), 2. Aghani (Kharif) und 3. Rabi (Frühjahrsernte). Die Bhadai-Feldfrüchte sind vor allem Mais und Zuckerrohr, die Aghani-Feldfrüchte umfassen Reis, Kartoffeln etc., und zur Rabi-Ernte gehören Weizen, Gerste und and Arhar (Straucherbsen).
Im Distrikt befindet sich beim Ort Valmikinagar an der Grenze zu Nepal das 1960 bis 1975 erbaute Gandak-Stauwehr (Gandak barrage, ).

## Natur
Im Distrikt liegt der 335 km² große Valmiki-Nationalpark, ein Tigerreservat und der einzige Nationalpark Bihars, der zusammen mit dem auf nepalesischer Seite sich anschließenden Chitwan-Nationalpark eine naturräumliche Einheit bildet.